# Valdés (kommun)
Valdés är en kommun i Spanien. Den ligger i den autonoma regionen Asturien i nordvästra delen av landet, 400 km nordväst om huvudstaden Madrid. Antalet invånare är 10 895 (2024).  Arean är 353,52 kvadratkilometer. Valdés gränsar till Navia, Vilaión, Tineo, Salas och Cudillero. 